# Okręgi wyborcze Nauru
Trwa reanimacja tego artykułu/biogramu. Pomóż go nam poprawić.
Nauru dzieli się na 8 okręgów wyborczych, z których wybierani są członkowie do parlamentu Nauru:
| Okręg wyborczy | posłowie w parlamencie (od 8 czerwca 2013.) |
| -------------- | ------------------------------------------- |
| Aiwo           | Milton Dube                                 |
| Aiwo           | Aaron Cook                                  |
| Anabar         | Riddell Akua                                |
| Anabar         | Ludwig Scotty                               |
| Anetan         | Cyril Buramen                               |
| Anetan         | Marcus Stephen                              |
| Boe            | Mathew Batsiua                              |
| Boe            | Baron Waqa                                  |
| Buada          | Shadlog Bernicke                            |
| Buada          | Roland Kun                                  |
| Meneng         | Sprent Dabwido                              |
| Meneng         | Tawaki Kam                                  |
| Meneng         | Squire Jeremiah                             |
| Ubenide        | David Adeang                                |
| Ubenide        | Valdon Dowiyogo                             |
| Ubenide        | Russell Kun                                 |
| Ubenide        | Ranin Akua                                  |
| Yaren          | Charmaine Scotty                            |
| Yaren          | Kieren Keke                                 |